# 三島☆ド根性ノ助
三島☆ド根性ノ助（みしま どこんじょうのすけ、1972年4月19日 - ）は、日本の元男性総合格闘家。兵庫県尼崎市出身。総合格闘技道場コブラ会主宰。元DEEPフェザー級王者。元DEEPライト級王者。妻もコブラ会所属の総合格闘家でリングネームはサダエ☆マヌーフ。

## 来歴
1998年1月17日、修斗の藤崎諭戦でプロ総合格闘技デビュー。
2000年8月27日、修斗でマーシオ・フェイトーザと対戦し判定ドロー。
2001年8月26日には五味隆典と修斗ウェルター級（-70kg）王座決定戦で対戦予定であったが、自身の左脇腹の負傷で中止となった。
2002年5月11日、パンクラス興行でのアマチュア試合パンクラスゲートに本名の三島 睦智名義で出場。安藤雅生と対戦し、三角絞めで一本勝ちを収めた。試合出場が決定していた同門の花澤大介の負傷欠場を受けての代理出場となった。この出場がきっかけで修斗とパンクラスの関係悪化が深まることとなった。
2002年9月7日、DEEP初出場となったDEEP2001 6th IMPACTでパンクラスの伊藤崇文と対戦し、腕ひしぎ十字固めで一本勝ちを収めた。
2002年12月14日、修斗ウェルター級タイトルマッチで王者の五味隆典に挑戦し、TKO負けを喫し王座獲得に失敗した。
2003年10月5日、PRIDE初出場となったPRIDE 武士道でハウフ・グレイシーと対戦し、判定負けを喫した。
2004年7月19日、PRIDE 武士道 -其の四-でマーカス・アウレリオと対戦し、判定勝ちを収めた。
2005年2月12日、DEEP 18th IMPACTで行われた初代DEEPライト級王者決定戦でTAISHOと対戦し、判定勝ちを収め王座獲得に成功した。11月9日にはREALRHYTHMで中尾受太郎と組んだタッグマッチにおいてハン・スーファンにKO負けを喫した。このダメージが元で翌年2月5日のDEEP 23 IMPACTで予定されていた防衛戦への出場が不可能になったため、DEEPライト級王座を返上した。
2005年5月22日、PRIDE 武士道 -其の七-でイーブス・エドワーズと対戦し、腕ひしぎ十字固めで一本負け。
2006年11月18日、UFC初出場となったUFC 65でジョー・スティーブンソンと対戦し、フロントチョークで一本負け。
2007年4月5日、UFC Fight Night: Stevenson vs. Guillardでケニー・フロリアンと対戦し、チョークスリーパーで一本負けを喫した。
2007年5月、アブダビコンバット66kg未満級に出場。1回戦でヘナート・ミグリッチオに勝利したものの、2回戦でバレット・ヨシダに敗れた。
2008年5月19日、DEEP 35 IMPACTのDEEPフェザー級タイトルマッチで王者の今成正和に挑戦し、2-0の判定勝ちを収め王座獲得に成功した。
2009年8月23日、DEEP 43 IMPACTのDEEPフェザー級タイトルマッチで挑戦者の大塚隆史と対戦し、0-5の判定負けを喫し王座陥落した。
2011年、ブラジリアン柔術黒帯を授与された。
2011年10月15日、GRABAKA LIVE! 1st CAGE ATTACKで山崎剛と対戦し、3-0の判定勝ちを収めた。
2017年6月、正式に引退を発表した。

## 戦績

### プロ総合格闘技
| 総合格闘技 戦績 | 総合格闘技 戦績 | 総合格闘技 戦績 | 総合格闘技 戦績 | 総合格闘技 戦績 | 総合格闘技 戦績 | 総合格闘技 戦績 |
| --------------- | --------------- | --------------- | --------------- | --------------- | --------------- | --------------- |
| 29 試合         | (T)KO           | 一本            | 判定            | その他          | 引き分け        | 無効試合        |
| 20 勝           | 3               | 7               | 10              | 0               | 2               | 0               |
| 7 敗            | 2               | 3               | 2               | 0               | 2               | 0               |

| 勝敗 | 対戦相手                                   | 試合結果                            | 大会名                                                        | 開催年月日     |
| ○    | 山崎剛                                     | 5分2R終了 判定3-0                   | GRABAKA LIVE! 1st CAGE ATTACK                                 | 2011年10月15日 |
| ×    | 大塚隆史                                   | 5分3R終了 判定0-5                   | DEEP 43 IMPACT 【DEEPフェザー級タイトルマッチ】               | 2009年8月23日  |
| ○    | 北田俊亮                                   | 2R 2:51 TKO（バックマウントパンチ） | DEEP PROTECT IMPACT 2008                                      | 2008年12月22日 |
| ○    | 今成正和                                   | 5分3R終了 判定2-0                   | DEEP 35 IMPACT 【DEEPフェザー級タイトルマッチ】               | 2008年5月19日  |
| ×    | ケニー・フロリアン                         | 3R 3:57 チョークスリーパー          | UFC Fight Night: Stevenson vs. Guillard                       | 2007年4月5日   |
| ×    | ジョー・スティーブンソン                   | 1R 2:07 フロントチョーク            | UFC 65: Bad Intentions                                        | 2006年11月18日 |
| ○    | チャールズ・"クレイジー・ホース"・ベネット | 1R 4:04 アンクルホールド            | PRIDE 武士道 -其の九- 【ライト級トーナメント リザーブマッチ】 | 2005年9月25日  |
| ×    | イーブス・エドワーズ                       | 1R 4:36 腕ひしぎ十字固め            | PRIDE 武士道 -其の七-                                         | 2005年5月22日  |
| ○    | TAISHO                                     | 5分3R終了 判定3-0                   | DEEP 18th IMPACT 【DEEPライト級王者決定戦】                   | 2005年2月12日  |
| ○    | マーカス・アウレリオ                       | 2R（10分/5分）終了 判定2-1          | PRIDE 武士道 -其の四-                                         | 2004年7月19日  |
| ○    | ロバート・エマーソン                       | 5分3R終了 判定3-0                   | DEEP 14th IMPACT in OSAKA                                     | 2004年4月18日  |
| ×    | ハウフ・グレイシー                         | 2R（10分/5分）終了 判定0-3          | PRIDE 武士道                                                  | 2003年10月5日  |
| ○    | 加藤鉄史                                   | 5分3R終了 判定2-0                   | DEEP 12th IMPACT in OHTAKU                                    | 2003年9月15日  |
| ○    | 今成正和                                   | 2R 2:58 TKO（マウントパンチ）       | DEEP 11th IMPACT in OSAKA                                     | 2003年7月13日  |
| ○    | ファビオ・メロ                             | 5分3R終了 判定3-0                   | DEEP 8th IMPACT in KORAKUEN HALL                              | 2003年3月4日   |
| ×    | 五味隆典                                   | 2R 0:51 TKO（パウンド）             | 修斗 【修斗ウェルター級チャンピオンシップ】                   | 2002年12月14日 |
| ○    | 伊藤崇文                                   | 1R 0:53 腕ひしぎ十字固め            | DEEP2001 6th IMPACT in ARIAKE COLOSSEUM                       | 2002年9月7日   |
| ○    | イラン・マスカレンニャス                   | 2R 4:53 アキレス腱固め              | 修斗 TREASURE HUNT 07                                         | 2002年6月29日  |
| ○    | ベン・トーマス                             | 1R 3:07 KO（バックマウントパンチ）  | 修斗                                                          | 2002年2月11日  |
| ○    | 雷暗暴                                     | 5分3R終了 判定2-0                   | 修斗 SHOOTO TO THE TOP -THE FINAL ACT-                        | 2001年12月16日 |
| ○    | マーシオ・クロマド                         | 2R 4:51 膝十字固め                  | 修斗 R.E.A.D. 〜2000 SHOOTO〜 UM CAMINHO PARA O CAMPEAO       | 2000年12月17日 |
| ○    | トニー・デドルフ                           | 1R 4:53 腕ひしぎ十字固め            | HOOKnSHOOT: Fusion                                            | 2000年11月18日 |
| △    | マーシオ・フェイトーザ                     | 5分3R終了 判定1-0                   | 修斗 R.E.A.D. 〜2000 SHOOTO〜 UM CAMINHO PARA O CAMPEAO       | 2000年8月27日  |
| ○    | ジャスティン・ウィスニエフスキー           | 1R 1:30 コブラ固め                  | 修斗 R.E.A.D. 〜2000 SHOOTO〜 UM CAMINHO PARA O CAMPEAO       | 2000年8月4日   |
| ×    | ディン・トーマス                           | 2R 3:37 TKO（ドクターストップ）     | 修斗 R.E.A.D. 〜2000 SHOOTO〜 UM CAMINHO PARA O CAMPEAO       | 2000年3月17日  |
| ○    | 阿部和也                                   | 5分2R終了 判定3-0                   | 修斗 the Renaxis 1999 in Osaka                                | 1999年10月29日 |
| ○    | 石川真                                     | 5分2R終了 判定3-0                   | 修斗 下北沢修斗劇場 第4弾 浪速からの挑戦状                    | 1999年8月4日   |
| ○    | 小谷宏明                                   | 1R 4:00 チョークスリーパー          | 修斗 下北沢修斗劇場 第3弾 Shooter's Passion                   | 1999年5月27日  |
| △    | 藤崎諭                                     | 5分2R終了 判定1-1                   | 修斗                                                          | 1998年1月17日  |

### アマチュア総合格闘技
| 勝敗 | 対戦相手   | 試合結果                   | 大会名                     | 開催年月日    |
| ○    | 安藤雅生   | 2R 2:22 三角絞め           | PANCRASE 2002 SPIRIT TOUR  | 2002年5月11日 |
| ○    | 宇佐美文雄 | 2R 0:24 ヒールホールド     | 修斗 "浪速フリーファイト2" | 1997年12月7日 |
| ○    | 尾藤広光   | 判定59-38                  | 修斗 "浪速フリーファイト1" | 1997年7月19日 |
| ○    | 松本光央   | 判定43-41                  | 修斗 "大宮フリーファイト8" | 1997年        |
| ○    | 長谷川秀明 | 2R 0:46 スリーパーホールド | 修斗 "大宮フリーファイト4" | 1996年        |

### グラップリング
| 勝敗 | 対戦相手               | 試合結果                                                | 大会名                                                                  | 開催年月日    |
| ○    | 世羅智茂               | 5分2R終了 判定3-0                                       | DEMOLITION 2DAYS 〜day 1st MMA〜 -RAGE- 【CONTENDERS’∑ルール 73kg契約】 | 2011年7月17日 |
| ×    | バレット・ヨシダ       | 6:22 三角絞め                                           | ADCC 2007 【66kg未満級 2回戦】                                          | 2007年5月5日  |
| ○    | ヘナート・ミグリッチオ | 本戦10分終了 判定                                       | ADCC 2007 【66kg未満級 1回戦】                                          | 2007年5月5日  |
| △    | 宇野薫 雷暗暴          | 15分三本勝負（延長5分） 本戦15分（延長5分）終了 判定0-0 | CONTENDERS-8 INFINITY 【CONTENDERS DOUBLESルール】 パートナー：植松直哉 | 2003年5月25日 |

### 柔術
| 勝敗 | 対戦相手   | 試合結果               | 大会名                                                                                 | 開催年月日     |
| ○    | 林克芳     | 7:40 アンクルホールド  | プロ柔術 MATSURI -第3戦-「がんばろうニッポン！」 【アダルト黒帯73kg級】                | 2011年5月22日  |
| ○    | 火若津将軍 | 判定8-2                | プロ柔術 MATSURI -第2戦-「関西オールスター」 【アダルト茶帯レーヴィ級】                | 2010年8月1日   |
| ○    | 鹿又智成   | 1:40 送り襟絞め        | プロ柔術関西「大阪夏の陣」 【アダルト紫帯レーヴィ級】                                  | 2005年6月11日  |
| ○    | 桑原幸一   | 判定2-0                | プロフェッショナル柔術リーグ [〜GI um〜] 旗揚げ戦 【アダルト紫帯レーヴィ級】           | 2002年5月2日   |
| －   | 中井祐樹   | 5分1R EXのため勝敗なし | 修斗 SHOOTO GIG EAST Vol.8 【ブラジリアン柔術スペシャルエキシビションマッチ】          | 2002年2月28日  |
| ○    | 丹裕       | 判定12-0               | カンペオナート・ジャポネーズ 決勝戦 【アダルト青帯レーヴイ級】（エントリー人数33名）   | 2001年11月11日 |
| ○    | 鹿又智成   | 判定P0-0 AD2-1         | カンペオナート・ジャポネーズ 準決勝戦 【アダルト青帯レーヴイ級】（エントリー人数33名） | 2001年11月11日 |
| ○    |            | アキレス腱固め         | カンペオナート・ジャポネーズ 3回戦 【アダルト青帯レーヴイ級】（エントリー人数33名）    | 2001年11月11日 |
| ○    |            | 腕ひしぎ十字固め       | カンペオナート・ジャポネーズ 2回戦 【アダルト青帯レーヴイ級】（エントリー人数33名）    | 2001年11月11日 |
| ○    |            | 腕ひしぎ十字固め       | カンペオナート・ジャポネーズ 1回戦 【アダルト青帯レーヴイ級】（エントリー人数33名）    | 2001年11月11日 |
| ○    | 時澤       | 1:27 腰絞め            | コパ・パレストラ・ウエスト・ジャパン 決勝戦 【アダルト青帯レーヴイ級】                 | 2001年05月03日 |
| ○    |            | アキレス腱固め         | コパ・パレストラ・ウエスト・ジャパン 1回戦 【アダルト青帯レーヴイ級】                  | 2001年05月03日 |

### タッグマッチ
| 勝敗 | 対戦相手                        | 試合結果                                                                             | 大会名                                                                                | 開催年月日     |
| △    | ハン・スーファン リー・ジョンホ | 15分三本勝負 ○ハン・スーファン 4:53 KO（左フック） ×三島☆ド根性ノ助 15分終了 判定0-1 | REALRHYTHM 2nd STAGE 【日本vs韓国3対3全面対抗戦 タッグマッチ】 パートナー：中尾受太郎 | 2005年11月19日 |
| △    | 宇野薫 雷暗暴                   | 15分三本勝負（延長5分） 本戦15分（延長5分）終了 判定0-0                              | CONTENDERS-8 INFINITY 【CONTENDERS DOUBLESルール】 パートナー：植松直哉               | 2003年5月25日  |

### エキシビションマッチ
| 勝敗 | 対戦相手        | 試合結果 | 大会名 | 開催年月日     |
| －   | 加マーク納      | 5分1R    | ガルーダナイトVol.3 【コブラ会プレゼンツ総合格闘技エキシビションマッチ】                                                                 | 2017年3月26日  |
| －   | 岡嵜康悦        | 3分1R    | 摂南大学 学園祭 "摂大祭" 【師弟エキシビションマッチ】                                                                                    | 2008年11月22日 |
| －   | 池本誠知        | 4分1R    | CLUB DEEP 京都大会 【スペシャルエキシビションマッチ】                                                                                    | 2008年8月30日  |
| －   | 上山龍紀        | 5分2R    | W-カプセル 【エキシビションマッチ】 | 2006年6月11日  |
| －   | 辻結花          | 5分1R    | REALRHYTHM 【エキシビションマッチ】 | 2005年3月6日   |
| －   | 藪下めぐみ      | 5分1R    | SMACK GIRL「Next Cinderella Tournament & SG-F6」 【スペシャルエキシビションマッチ】                                                      | 2004年2月1日   |
| －   | 辻結花          | 5分1R    | club DEEP 5th 【エキシビションマッチ】                                                                                                   | 2003年12月7日  |
| －   | タクミ 植松直哉 | 番外exR  | "GRAPPLINGMAN 2 闘裸男 featuring SHOOTO ASSOCIATION" 【超スペシャルエキシビションハプニングマッチ】 パートナー：レッド・スレイヤー・ガイ | 2003年6月1日   |
| －   | タクミ          | 3分1R    | "GRAPPLINGMAN 2 闘裸男 featuring SHOOTO ASSOCIATION" 【スペシャルエキシビションマッチ】                                                  | 2003年6月1日   |
| －   | 須田匡昇        | 5分1R    | GRAPPLINGMAN－闘裸男－ （グラップリングマン トラオ） 【スペシャルエキシビションマッチ】                                                  | 2002年6月2日   |
| －   | 中井祐樹        | 5分1R    | 修斗 SHOOTO GIG EAST Vol.8 【ブラジリアン柔術スペシャルエキシビションマッチ】                                                            | 2002年2月28日  |

### プロレスリング
| 勝敗 | 対戦相手                      | 試合結果                                                               | 大会名 | 開催年月日     |
| ×    | ミノワマン 須田匡昇           | ○ミノワマン 7:41 ツイストアキレス腱固め ×木村参味夫                    | GLADIATOR 21 【U系プロレスリングルールダッグマッチ】 パートナー：木村参味夫                                         | 2011年8月6日   |
| ○    | 一宮章一 つぼ原人 泉州力      | ○橋本友彦 14:08 ジャーマン→体固め ×泉州力                              | サムライTV＆DEEP事務局 "生ゴン1000回記念 サムライ祭り＆SAEKI祭り2 【6人タッグマッチ】 パートナー：須田匡昇&橋本友彦 | 2005年1月9日   |
| ○    | クラフターM                   | 10:14 フェイスロック                                                   | U-STYLE 12 | 2004年12月7日  |
| ×    | 田村潔司                      | 11:05 アームロック                                                     | U-STYLE 9 【初代チャンピオン決定トーナメント1回戦】                                                                 | 2004年8月7日   |
| ○    | 大久保一樹                    | 8:30 変形アームバー                                                    | U-STYLE 7 【大阪対東京対抗戦3対3 - 2戦目】                                                                          | 2004年3月13日  |
| ○    | 原学                          | 7:02 コブラ固め                                                        | U-STYLE 6 | 2004年2月4日   |
| ×    | スペル・デルフィン えべっさん | ○えべっさん 14:49 シャイニング・ウィザード→片エビ固め ×三島☆ド根性ノ助 | DEEPファン感謝イベント 〜SAEKI祭り 【大阪プロレスvsDEEP】 パートナー：須田匡昇                                      | 2003年12月28日 |
| ○    | 上山龍紀                      | 3:33 レッグロック                                                      | U-STYLE 5 | 2003年12月9日  |
| ○    | 佐々木恭介                    | 12:52 アンクルホールド                                                 | U-STYLE 3 大阪大会                                                                                                  | 2003年6月29日  |
| ×    | 田村潔司                      | 10:06 腕ひしぎ十字固め                                                 | U-STYLE 旗揚げ第2戦                                                                                                 | 2003年4月6日   |

### 柔道
| 勝敗 | 対戦相手 | 試合結果     | 大会名                                                                   | 開催年月日    |
| ○    |          | 00:16 脇固め | 第36回寝屋川市民体育大会 『柔道の部』 【団体戦 対電通大A 準決勝 次鋒戦】 | 2006年5月28日 |
| ○    | 竹澤選手 | 00:33 内股   | 第36回寝屋川市民体育大会 『柔道の部』 【団体戦 対同志社B 1回戦 次鋒戦】  | 2006年5月28日 |

### テコンドー
| 勝敗 | 対戦相手   | 試合結果          | 大会名 | 開催年月日    |
| ×    | 中須賀真一 | 2分3R終了 判定3-8 | 日本テコンドー連盟T.K.D. "TAEKWONDO GAME 2003 ～GRAND PRIX～" 【プロフェッショナル・テコンドーバウト チャンピオンクラス・スペシャルマッチ 80kg級】 | 2003年8月24日 |

### シュートボクシング
| 勝敗 | 対戦相手 | 試合結果          | 大会名                                             | 開催年月日     |
| ○    | 嶋田昌洋 | 3分3R終了 判定3-0 | SHOOT BOXING 2013 及川知浩引退イベント～完全相伝～ | 2013年12月23日 |

## 獲得タイトル
- カンペオナート・ジャポネーズ アダルト青帯レーヴィ級 優勝（2001年）
- 初代DEEPライト級王座（2005年）
- 第2代DEEPフェザー級王座（2008年）